# Долідзе Андрій Гігойович
Андрій (Андро) Гігойович Долідзе (1878, село Амаглеба Кутаїської губернії, тепер Грузія — розстріляний 30 вересня 1937, місто Тбілісі, тепер Грузія) — радянський діяч, голова Центральної контрольної комісії КП(б) Грузії — народний комісар робітничо-селянської інспекції Грузинської РСР. Член Центральної контрольної комісії ВКП(б) у 1924—1930 роках. Член ЦВК СРСР.

## Життєпис
З 1899 по 1905 рік служив у російській імператорській армії.
Член РСДРП з 1905 року. 
З 1905 по 1913 рік вів нелегальну революційну пропагандистську діяльність серед селян Гурії та в місті Баку. У 1913 році заарештований та засланий до міста Царицина. З 1914 по 1915 рік перебував на засланні в місті Астрахані.
У 1915—1917 роках — в російській імператорській армії.
Після Лютневої революції 1917 року працював у Саратовській організації РСДРП(б).
У вересні 1917 року переїхав до міста Сухума. Навесні 1918 року брав участь у заколоті проти грузинської влади в Сухумському окрузі (Абхазії), був заарештований, але незабаром звільнений. У 1919 році знову заарештований, 11 місяців провів у в'язниці. У травні 1920 року звільнений, але в грудні 1920 року знову заарештований грузинською владою і відправлений спершу до Кутаїської, а потім до Батумської в'язниці. Після окупації Грузії радянськими військами у 1921 році звільнений.
У 1921—1923 роках — голова виконавчого комітету Озургетської повітової ради Грузинської РСР.
До травня 1924 року — голова Партійної колегії Центральної контрольної комісії КП(б) Грузії.
У травні 1924 — 1930 року — голова Центральної контрольної комісії КП(б) Грузії — народний комісар робітничо-селянської інспекції Грузинської РСР; заступник народного комісара робітничо-селянської інспекції Закавказької РФСР.
У 1930 — 18 січня 1931 року — секретар ЦВК Закавказької РФСР.
З 1930 року — народний комісар фінансів Грузинської РСР; прокурор Закавказької РФСР.
До серпня 1937 року — керуючий Комерційного банку Грузинської РСР.
11 серпня 1937 року заарештований органами НКВС. 29 вересня 1937 року засуджений Військовою колегією Верховного суду СРСР до страти, розстріляний 30 вересня 1937 року в місті Тбілісі.
25 лютого 1956 року посмертно реабілітований. 